# Ricardo Arellano
Ricardo Arellano Nieves (ur. 5 maja 1976 w Aguascalientes) – meksykański sędzia piłkarski, z zawodu nauczyciel. Posługuje się językiem hiszpańskim.
W ojczystej Primera División zaczął sędziować w wieku 29 lat. Pierwszym poważnym turniejem, w którym sędziował Arellano, była Liga Mistrzów CONCACAF 2009/10. Meksykanin poprowadził wówczas spotkanie półfinałowe pomiędzy Tolucą i Pachucą, zakończone wynikiem 1:1. Otrzymał nagrodę dla najlepszego meksykańskiego sędziego w roku 2009. Arbitrem międzynarodowym jest od 2010 roku.